# Burnham-on-Sea
Burnham-on-Sea – miasto w Wielkiej Brytanii, w Anglii w hrabstwie Somerset, położone nad Kanałem Bristolskim w zatoce Bridgwater przy ujściu rzeki Parrett. Łącznie z pobliskim Highbridge tworzy lokalną konurbację. Ośrodek wypoczynku letniego o znaczeniu regionalnym. 

## Gospodarka
Miasto utrzymuje się z ruchu turystycznego. Siedziba znanej fabryki wyrobów mleczarskich Yeo Valley.
W mieście urodził się Edward Petherick (1847-1917), znany australijski księgarz, archiwista, bibliograf i bibliofil.